# Association des Chinois de Malaisie
L'Association des Chinois de Malaisie (chinois simplifié : 马来西亚华人公会 ; pinyin : Mǎláixīyà huárén gōnghuì ; en anglais : Malaysian Chinese Association, abrégé en MCA) est un parti politique malaisien fondé le 27 février 1949.
Il est le parti historique des Chinois de Malaisie, et est membre du Barisan Nasional, la coalition dominée par l'Organisation nationale des Malais unis, au pouvoir sans discontinuer de l'indépendance du pays en 1957 jusqu'à sa défaite électorale de mai 2018.
Ling Liong Sik est le président le plus long de l'histoire du MCA.

## Controverses

### Scandale de 1Malaysia Development Berhad
Le 8 juillet 2020, la Haute Cour a autorisé le gouvernement à confisquer un total de 835 258,19 RM saisis au comité de liaison de Pahang MCA en 2018. Les fonds ont été gelés par l'agence anti-corruption en raison de ses liens présumés avec le scandale de 1Malaysia Development Berhad,.

## Dirigeants
| Portrait                                                           | Identité                         | Période           | Période          | Durée                      |
| Portrait                                                           | Identité                         | Début             | Fin              | Durée                      |
| ------------------------------------------------------------------ | -------------------------------- | ----------------- | ---------------- | -------------------------- |
| Tan Cheng Lock                                                     | Tan Cheng Lock (1883 - 1960)     | 27 février 1949   | 27 mars 1958     | 9 ans et 1 mois            |
| Pas de portrait sous licence libre disponible pour Lim Chong Eu.   | Lim Chong Eu (en) (1919 - 2010)  | 27 mars 1958      | 1er juillet 1959 | 1 an, 3 mois et 4 jours    |
| Pas de portrait sous licence libre disponible pour Cheah Toon Lok. | Cheah Toon Lok (d) (1897 - 1980) | 1er juillet 1959  | novembre 1961    | 2 ans et 4 mois            |
| Pas de portrait sous licence libre disponible pour Tan Siew Sin.   | Tan Siew Sin (en) (1916 - 1988)  | 1er novembre 1961 | 8 avril 1974     | 12 ans, 5 mois et 7 jours  |
| Lee San Choon                                                      | Lee San Choon (en) (1935 - 2023) | 8 avril 1974      | 25 mars 1983     | 8 ans, 11 mois et 17 jours |
| Pas de portrait sous licence libre disponible pour Neo Yee Pan.    | Neo Yee Pan (en) (mort en 2020)  | 25 mars 1983      | 24 novembre 1985 | 2 ans, 7 mois et 30 jours  |
| Pas de portrait sous licence libre disponible pour Tan Koon Swan.  | Tan Koon Swan (en) (né en 1940)  | 24 novembre 1985  | 3 septembre 1986 | 9 mois et 10 jours         |
| Pas de portrait sous licence libre disponible pour Ling Liong Sik. | Ling Liong Sik (né en 1943)      | 3 septembre 1986  | 23 mai 2003      | 16 ans, 8 mois et 20 jours |
| Pas de portrait sous licence libre disponible pour Ong Ka Ting.    | Ong Ka Ting (en) (né en 1956)    | 23 mai 2003       | 18 octobre 2008  | 5 ans, 4 mois et 25 jours  |
| Ong Tee Keat                                                       | Ong Tee Keat (en) (né en 1956)   | 18 octobre 2008   | 28 mars 2010     | 1 an, 5 mois et 10 jours   |
| Chua Soi Lek, 24 avril 2013.                                       | Chua Soi Lek (en) (né en 1947)   | 28 mars 2010      | 21 décembre 2013 | 3 ans, 8 mois et 23 jours  |
| Liow Tiong Lai                                                     | Liow Tiong Lai (né en 1961)      | 21 décembre 2013  | 4 novembre 2018  | 4 ans, 10 mois et 14 jours |
| Wee Ka Siong                                                       | Wee Ka Siong (en) (né en 1968)   | 4 novembre 2018   | En cours         | 6 ans, 4 mois et 10 jours  |

## Résultats électoraux

### Élections législatives
| Année     | Sièges   | Voix      | %     | Gouvernement                                                            |
| --------- | -------- | --------- | ----- | ----------------------------------------------------------------------- |
| 1955 (en) | 15 / 52  | 201 212   | 20,09 | Rahman I                                                                |
| 1959 (en) | 19 / 104 | 232 073   | 15,00 | Rahman II                                                               |
| 1964 (en) | 27 / 104 | 225 211   | 18,7  | Rahman III                                                              |
| 1969 (en) | 13 / 144 |           |       | Rahman IV (1969-1970), Razak I (1970-1974)                              |
| 1974 (en) | 19 / 144 |           |       | Razak II (1974-1976), Hussein I (1976-1978)                             |
| 1978      | 17 / 154 |           |       | Hussein II (1978-1981), Mahathir I (1981-1982)                          |
| 1982      | 24 / 154 |           |       | Mahathir II                                                             |
| 1986      | 17 / 177 | 589 289   | 12,42 | Mahathir III                                                            |
| 1990      | 18 / 180 |           |       | Mahathir IV                                                             |
| 1995      | 30 / 192 |           |       | Mahathir V                                                              |
| 1999      | 28 / 193 |           |       | Mahathir VI (1999-2003), Abdullah I (2003-2004)                         |
| 2004      | 31 / 219 | 1 074 230 | 15,50 | Abdullah II                                                             |
| 2008      | 15 / 222 | 840 489   | 10,35 | Abdullah III (2008-2009), Najib I (2009-2013)                           |
| 2013      | 7 / 222  | 867 851   | 7,86  | Najib II                                                                |
| 2018      | 1 / 222  | 639 165   | 5,30  | Opposition (2018-2020), Muhyiddin (2020-2021), Sabri Yaakob (2021-2022) |